# Lanthaan-135
Lanthaan-135 of 135La is een langlevende radioactieve isotoop van lanthaan, een lanthanide. De isotoop komt van nature niet op Aarde voor.
Lanthaan-135 ontstaat onder meer bij het radioactief verval van cerium-135.
{\displaystyle {\ce {{^{135}_{58}Ce}->{^{135}_{57}La}+{e^{+}}+{\nu }_{e}}}}

## Radioactief verval
Lanthaan-135 vervalt door elektronenvangst tot de stabiele isotoop barium-135:
{\displaystyle {\ce {{^{135}_{57}La}+{e^{-}}->{^{135}_{56}Ba}+{\nu }_{e}}}}
De halveringstijd bedraagt 19,5 uur.
116La · 117La · 117mLa · 118La · 119La · 120La · 121La · 122La · 123La · 124La · 124mLa · 125La · 125mLa · 126La · 126mLa · 127La · 127mLa · 128La · 128mLa · 129La · 129mLa · 130La · 131La · 131mLa · 132La · 132mLa · 133La · 134La · 135La · 136La · 136mLa · 137La · 138La · 138mLa · 139La · 140La · 141La · 142La · 143La · 144La · 145La · 146La · 146mLa · 147La · 148La · 149La · 150La · 151La · 152La · 153La · 154La · 155La · 156La